# جزیره نیکومارورو
جزیره نیکومارورو (انگلیسی: Nikumaroro) یک جزیره در کیریباتی است که در اقیانوس آرام واقع شده‌است.